# Ананіндеуа
Ананіндеуа (порт. Ananindeua) — місто і муніципалітет у Бразилії, входить до штату Пара. Складова частина мезорегіону Агломерація Белен. Входить в економіко-статистичний мікрорегіон Белен.
Населення становить 478 778 осіб (2022). Займає площу 190 581 км². Щільність населення — 2 515,20 осіб / км².
Місто засноване 1944 року.